# Bà xã cát tường
Thố nương tử (tiếng Trung: 醋娘子, là một bộ phim cổ trang 2014. Phim được sản xuất bởi Television Broadcasts Limited của Hồng Kông với sự tham gia của các ngôi sao như Hồ Hạnh Nhi, Ngô Trác Hi, La Trọng Khiêm, Sầm Lệ Hương và Lương Tranh .

## Nội dung
Tào Thanh (Hồ Hạnh Nhi) và mẹ, Tào Bế Nguyệt (Huỳnh Thục Nghi) nhiều năm rong ruổi làm lang dạo. Một lần, Tào Thanh gặp Kê Chuẩn (Ngô Trác Hi), chẩn đoán có bệnh về da và bạn thân anh là Tiền Thông (La Trọng Khiêm)). Phải lòng Tiền Thông ngay từ cái nhìn đầu tiên, Tào Thanh rất muốn Tiền Thông đáp lại tình cảm của nàng và lấy anh. Tuy nhiên, Tào Thanh gặp rất nhiều trở ngại trong việc theo đuổi Tiền Thông. Thế nhưng, cô của Tiền Thông, Tiền Sương (Trần Vỹ) muốn phá hỏng mối quan hệ của hai người khi cô phát hiện ra Tào Thanh là con gái của kẻ thù, Bế Nguyệt.
Rốt cuộc, Tào Thanh kết hôn với Tiền Thông, Sau khi kết hôn không lâu, Tào Thanh phát hiện chồng mình yêu cô đầy tớ trong nhà, Sơn Tra (Sầm Lệ Hương). Do Tào Thanh tác hợp, Tiền Thông và Sơn Tra qua đêm cùng nhau. Sau khi nghe Tiền Thông ngỏ ý đinh cưới Sơn Tra về làm thiếp, cơn ghen tuông và giận dữ của Tào Thanh khiến cô trở nên mất kiểm soát. Giữa lúc hôn nhân gặp rắc rối, mẹ cô bị phát hiện can tội giết chồng và phải chịu án tử. Lo sợ danh tiếng gia đình nhơ nhuốc vì mẹ của Tào Thanh, nhà họ Tiền yêu cầu Tào Thanh cắt đứt với Bế Nguyệt. Tào Thanh phát hiện mình có thai đúng lúc Tiền Thông đòi ly hôn.

## Diễn viên

### Diễn viên chính
| Diễn viên      | Vai diễn   | Miêu tả |
| -------------- | ---------- | --- |
| Hồ Hạnh Nhi    | Tào Thanh  | Là người phụ nữ thông minh, miệng lưỡi sắc sảo ngay từ đầu, chuyên cùng mẹ giả làm thầy lang đi lừa đảo người khác. Thích Tiền Thông từ cái nhìn đầu tiên nhưng bị gia đình họ Tiền ngăn cản. Vượt qua bao khó khăn cuối cùng cô cũng lấy được Tiền Thông nhưng quan hệ hôn nhân của cả hai không tốt vì Tiền Thông phải lòng với người hầu gái. |
| Ngô Trác Hi    | Kê Chuẩn   | Là một người bị mắc bệnh về da, anh đã tư vấn hỗ trợ cho Tào Thanh sau khi cô giúp anh chữa trị da mặt. Lúc đầu cả hai người khắc khẩu, sau đó dần dần trở thành bạn thân. Để trả ơn Tào Thanh chữa bệnh cho mình, Kê Chuẩn hứa sẽ làm mọi điều để Tiền Thông đáp lại tình yêu của Tào Thanh.                                                    |
| La Trọng Khiêm | Tiền Thông | Với vẻ ngoài điển trai, sự giàu có và tính cách vô tư, phụ nữ trong thôn cứ xếp hàng trước Tiền Thông. Ban đầu anh cũng có ý với Tào Thanh, nhưng sau khi cưới về thì Tiền Thông lại phải lòng Sơn Tà, người hầu thanh mai trúc mã với mình dẫn đến sự ghen tuông của Tào Thanh.                                                                 |
| Sầm Lệ Hương   | Sơn Tra    | Cô là người hầu của Tiền Thông, cô và Tiến Thông là thanh mai trúc mã từ nhỏ. Cô yêu đơn Tiền Thông nhưng sau khi cậu cưới Tào Thanh, cô chỉ đành giấu chặt lòng mình và lẫn tránh cậu. Nhưng sau này bị Tào Thanh nhận ra, khiến cô bị ép gả đi vì đó mà Tào Thanh và Tiến Thông có tranh cãi.                                                  |

### Diễn viên phụ
- Huỳnh Thục Nghi vai Tào Bế Nguyệt
- Trần Vỹ vai Tiền Sương
- Cổ Minh Hoa vai Tiền Trang
- Lương Trang vai Kế Tổ
- Quach Chính Hồng vai Phó Thâm Nhân
- Lữ Tuệ Nghi vai Lãnh Thái Từ
- Cố Quán Trung vai Tào Đại Cương
- Ngụy Tuấn Hào vai Anh Minh
- Lương Thuần Yến vai Thái Quân